# Налкасия
Налкасия (устар. Налкаси-Я) — река в Берёзовском районе Ханты-Мансийского автономного округа. Правая составляющая (с рекой Котлэкъя) реки Пупуя. Длина реки составляет 13 км.

## Данные водного реестра
По данным государственного водного реестра России относится к Нижнеобскому бассейновому округу, водохозяйственный участок реки — Северная Сосьва, речной подбассейн реки — Северная Сосьва. Речной бассейн реки — (Нижняя) Обь от впадения Иртыша.